# 15151 Wilmacherup
15151 Wilmacherup è un asteroide della fascia principale. Scoperto nel 2000, presenta un'orbita caratterizzata da un semiasse maggiore pari a 2,3599941 UA e da un'eccentricità di 0,2311931, inclinata di 2,23075° rispetto all'eclittica.